# CCR4
Le CCR4, ou CD194 est un récepteur aux chémokines CC avec également un rôle de cluster de différenciation. Son gène est le CCR4 porté par le chromosome 3 humain.

## Rôles
Il est exprimé préférentiellement à la surface des lymphocyte T auxiliaires de type 2 (Th2), essentiellement au niveau de la peau. Ses ligands sont le CCL17 et le CCL22.

## En médecine
Il est exprimé à la surface des cellules lymphocytaires situés dans les infiltrats de plusieurs cancers, dont le glioblastomes, le cancer du sein. Il semble être un indicateur de mauvais pronostic sur ce dernier. Il est exprimé également dans les cellules du cancer de l'estomac, constituant un marqueur pronostic.
Un anticorps monoclonal ciblant cette protéine, le mogamulizumab , est utilisé dans le traitement des lymphomes T cutanéset est en cours de test pour d'autres tumeurs. 